# Sphenomorphus schultzei
Espèce
Synonymes
- Lygosoma schultzei Vogt, 1911
- Lygosoma beauforti De Jong, 1927
- Sphenomorphus beauforti (De Jong, 1927)

Sphenomorphus schultzei est une espèce de sauriens de la famille des Scincidae.

## Répartition
Cette espèce est endémique de Nouvelle-Guinée.

## Description
C'est une espèce ovipare.

## Étymologie
Cette espèce est nommée en l'honneur de Leonhard Schultze-Jena (1872-1955).

## Publication originale
- Vogt, 1911 : Reptilien und Amphibien aus Neu-Guinea. Sitzungsberichte der Gesellschaft Naturforschender Freunde zu Berlin, vol. 1911, p. 410-420 (texte intégral).